# Ivan Piano
Ivan Piano, slovenski učitelj, časnikar in zborovodja, * 2. maj 1831, Senožeče, † 22. april 1880, Stara Gradiška.

## Življenje in delo
Rodil se je v Senožečah 2. maja 1831 v družini učitelja Andreja in gospodinje Jožefe Piano rojene Pajer. V Ljubljani je leta 1848 končal polletni pripravljalni tečaj za učitelja tri razredne ljudske šole, septembra 1850 pa opravil še državni izpit. Najprej je kot šolski pomočnik od 1849-1851 pomagal očetu v Senožečah, nato je bil učitelj v Ricmanju in Štanjelu, od 1861-1868 pri Sv. Ivanu v Trstu ter v Gorici, zadnjih deset let pa v kaznilnici v Stari Gradiški.
V času službovanja pri Sv. Ivanu je prevzel vodstvo cerkvenega pevskega zbora
in z njim vadil tudi posvetne pesmi. V začetku leta 1861 so Trstu ustanovili Slavljansko čitalnico, Piano pa je s svojim zborom sodeloval na njenih kulturnih prireditvah. Ko je 7. januarja 1866 v Trstu začel izhajati Ilirski Primorjan je Piano prevzel vodenje uredništva, kasneje ko je začel izhajati konkurenčni Tržaški ljudomil je list preimenoval v Primorec. Da je šlo za nadaljevanje Ilirskega Primorjana se vidi iz tega, da je novi list označil s 1. številko II. letnika. Kasneje je začel dvakrat na mesec izdajati nov list z imenom Slovenski Primorec. Piano je sodeloval tudi pri ustanavljanju čitalnic v tržaški okolici. Sam ali kot soustanovitelj je bil udeležen pri novih čitalnicah v Ricmanju, Barkovljah, Sv. Ivanu in Koloniji pri Trstu.
Njegove zasluge za slovenstvo v Trstu so velike. Zaradi svojega narodnega delovanja je v Trstu prišel ob službo, a je pozneje zopet učiteljeval na Goriškem, zadnjih 10 let pa na Hrvaškem. 